# Таннер, Ютта
Ю́тта Та́ннер (нем. Jutta Tanner) — швейцарская кёрлингистка.
В составе женской сборной Швейцарии участвовала в чемпионате мира 1991 (заняли седьмое место) и двух чемпионатах Европы (лучший результат — серебряные призёры в 1993).Чемпионка Швейцарии среди женщин (1991).
Играла на позиции второго и первого.

## Достижения
- Чемпионат Европы по кёрлингу: серебро (1993).
- Чемпионат Швейцарии по кёрлингу среди женщин: золото (1991).

## Команды
| Сезон   | Четвёртый          | Третий        | Второй          | Первый          | Запасной                                        | Турниры                      |
| ------- | ------------------ | ------------- | --------------- | --------------- | ----------------------------------------------- | ---------------------------- |
| 1990—91 | Джанет Хюрлиман    | Клаудия Берчи | Ютта Таннер     | Коринн Аннелер  |                                                 | ЧШЖ 1991 · ЧМ 1991 (7 место) |
| 1993—94 | Diana Meichtry     | Клаудия Берчи | Николь Штраузак | Ютта Таннер     | Грациелла Грихтинг                              | ЧЕ 1993                      |
| 1995—96 | Кристина Лестандер | Клаудия Берчи | Андреа Штёкли   | Катрин Петеранс | Ютта Таннер тренеры: Heinz Schmid, Эрика Мюллер | ЧЕ 1995 (7 место)            |

(скипы выделены полужирным шрифтом)